# 吠陀宗教

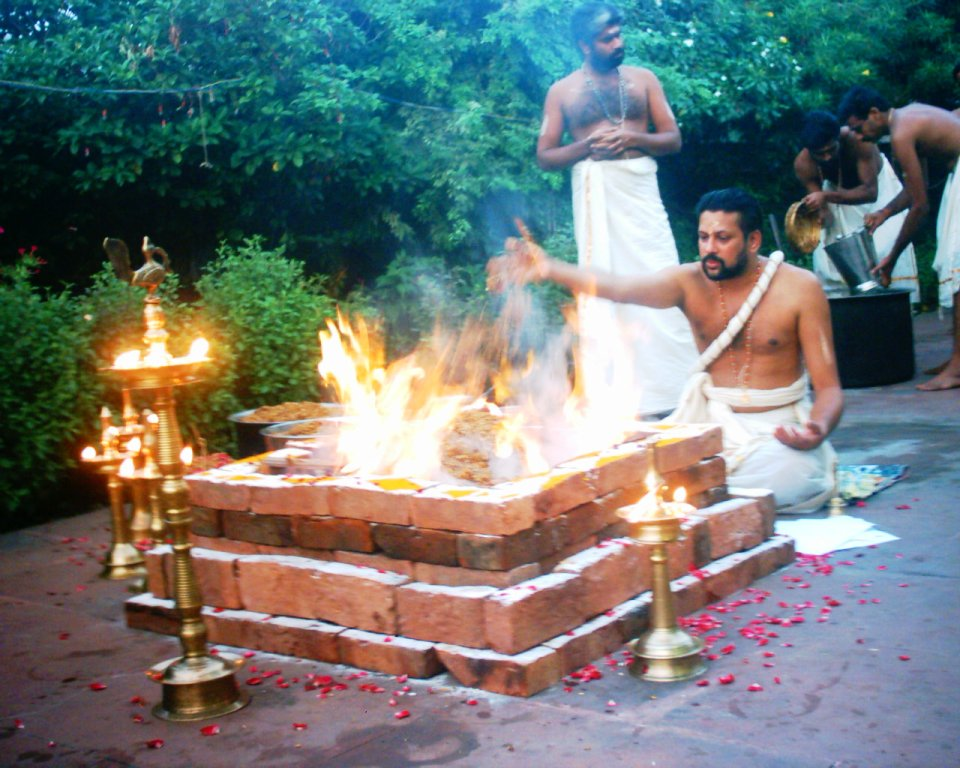
吠陀宗教的護摩儀式《印度南部》

印度吠陀時期印度教（前1500年至前500年間）為恆河流域當地人們的原始信仰，被稱為吠陀教（英語：Vedism）、吠陀宗教、早期印度教（ancient Hinduism）英國人稱為婆羅門教（英語：Brahmanism）、吠陀婆羅門教（英語：Vedic Brahmanism），興盛了一千年之久。在中世紀後，婆羅門教又融合一些民間信仰成為印度教。

## 簡介
婆羅門教相信輪迴，傳說第一個人類和第一個死去的人名叫閻摩，由他掌管亡靈的國度。許多起源於印度的宗教都吸收了婆羅門教的哲學和其他因素。它的三大綱領是：
- 吠陀天啟；
- 祭祀萬能；
- 婆羅門至上。

婆罗门教强调森严的等级制度，但是正是婆罗门在政治、文化、思想等领域的特权引发了人们对于社会现状革新的思潮，史称“沙门新思潮”、“沙门思潮”，其中就包含了后来的佛教。

## 婆羅門教的神祇

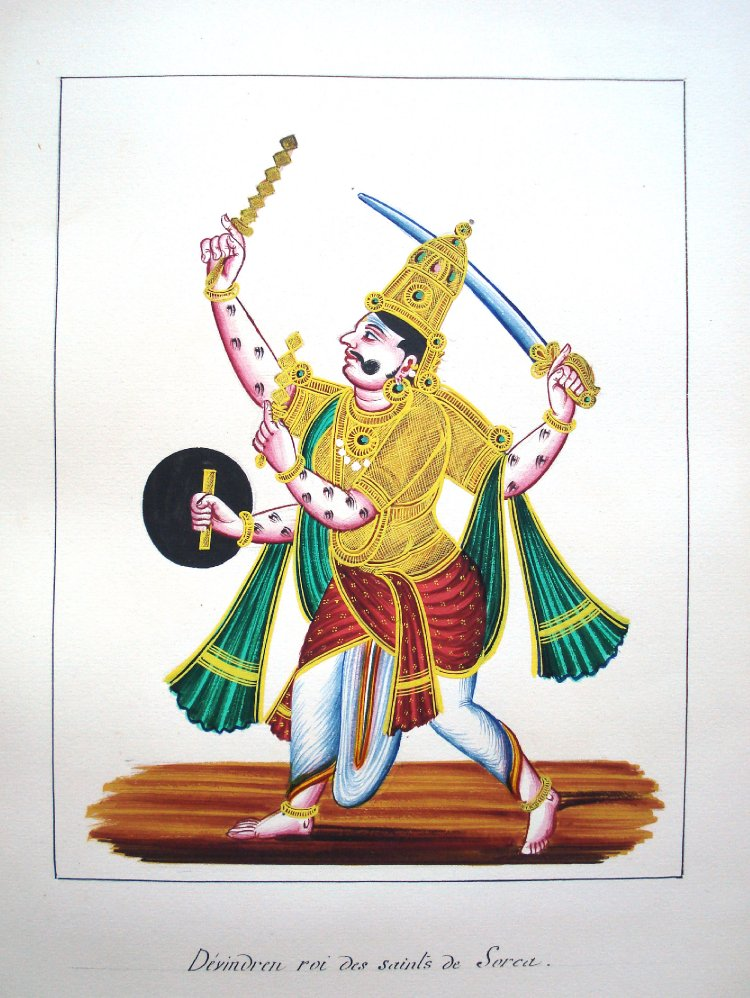
因陀羅

- 因陀羅，佛教古籍翻譯為「帝釋天」，意思為「最勝、最優秀、最優越、征服」，印度阿利安人共同尊奉的神明，對他的信仰融入印度，曾一度是諸神的領袖、雷電神和戰神，空界的主宰。他的妻子在《梨俱吠陀》稱為舍脂，對她的信仰在後吠陀時期逐漸地弱化。對於因陀羅是否是一個曾經真實存在的人物，學術界尚有爭議。
- 烏莎女神（Usas），黎明女神，是太陽神的妻子，每天為夫開啟日昇的道路。
- 伐樓那意譯為「遍攝天」，司法神，時間秩序的製造者和維護者，曾經是婆羅門教最重要的大神之一，同因陀羅一樣是雅利安人從遠古就崇拜的古神，所以地位崇高，但後來地位日漸降低，最後成為了水神。
- 利普神群，作為抽像名詞為「聰明、才能、技巧、技能」的意思，作為普通名詞則是「藝術家、工藝匠、鐵匠、車匠」的意思，是神話中三個半人半神的共名，他們分別是利普、伐者、毗婆梵，傳說三人生活在太陽城中，是神的工匠。
- 苏利耶，太陽神。
- 伐由風神，也名伐陀（vata）。
- 蘇摩月神，也指一種可釀酒/饮料的植物，因陀羅及其他众神常饮苏摩使自己充满力量。
- 阿耆尼，火神，由於祭祀必須通過火才能成為神的食品，所以有燃火祀天的儀式，火被當作上天的口，把供物放入火中燃燒的話，上天可以吃到供品，就可降福人類。所以火神同時也具有神的信使的性質。吠陀神話也記述了他與閻摩有很深的關係，正是通過他——火葬——靈魂才得以進入死者的國度。

## 印度教三大主神
印度教三大主神可在吠陀中找到來源。
- 創造神梵天，佛教稱為大梵天王，他創造了世界萬物，他的坐騎為孔雀，妻子是辯才天女，由於在宗教觀點上他已經完成了創世的任務因此不廣為印度教教徒崇敬，全國4000多座印度教寺廟只有一座是供奉他的。梵天信仰在印度雖未發揮，但在泰國影響力相當大，泰國人稱之「四面神」，而華人因泰國盛行佛教的關係，錯將其當作佛而稱之「四面佛」，但梵天為神，因此正確是要稱之為「四面神」。
- 保護神毗濕奴，佛教稱為遍入天，有眾多化身，其中最著名的是黑天神克希納。他的坐騎為大鵬金翅鳥，妻子是吉祥天女，印度教徒有一派專門供奉他，全國有1000多座廟宇。
- 破壞、再生和舞蹈神濕婆，佛教稱為大自在天，妻子為雪山神女，他在印度的影響最大，全國有3000多座廟宇供奉他或他的妻子，專門崇拜他妻子的為性力派。

## 印度教的重要典籍
- 《吠陀》本集
- 《梵書》
- 《森林書》
- 《奧義書》
- 《薄伽梵歌》

以上者為「天啟經典」，即被認為是神所說的。其餘的論著還有很多。

## 延伸閱讀
- Bronkhorst, Johannes, , Contributions to Indian Sociology, 2017, 51 (3): 361–369, S2CID 220050987, doi:10.1177/0069966717717587

## 外部連結
- . . 21 September 2024.

Template:History of religions